# 西方哲学史 (罗素)
《西方哲学史》（英語：A History of Western Philosophy）是哲学家伯特兰·罗素1945 年的著作。对从前苏格拉底哲学家到 20 世纪初的西方哲学的调查，它因罗素的过度概括和遗漏而受到批评，特别是从后笛卡尔时期开始，但仍然获得了大众和商业上的成功，并且一直在印刷中。当罗素在1950年获得诺贝尔文学奖时，《西方哲学史》被引用为为他赢得该奖项的书籍之一。它的成功为罗素晚年提供了经济保障。

## 关于本书
这本书是在第二次世界大战期间写成的，其起源于1941 年和 1942 年罗素在费城巴恩斯基金会举办的一系列哲学史讲座。  大部分历史研究是由罗素的第三代妻子帕特里夏完成的。1943 年，罗素从出版商那里收到了 3000 美元的预付款，1943 年至 1944 年间，他在布林莫尔学院生活时写了这本书. 这本书于 1945 年在美国出版，一年后在英国出版。它在 1961 年被重新设置为“新版本”，但没有添加新材料。对英国第一版和 1961 年新版的印刷品进行了更正和小修订；美国版似乎没有更正（甚至斯宾诺莎的出生年份仍然错误）。

## 摘要
作品分为三本书，每本书又细分为章节；每章通常涉及一个哲学家、哲学流派或时期。

### 古代哲学
- 前苏格拉底学派（包括泰勒斯、毕达哥拉斯、赫拉克利特、巴门尼德、恩培多克勒斯、阿那克西曼德、阿那克西梅尼、阿那克萨哥拉斯、留基普斯、德谟克利特和普罗泰戈拉斯）
- 苏格拉底,柏拉图和亚里士多德
- 亚里士多德之后的古代哲学（包括犬儒派、怀疑派、伊壁鸠鲁派、斯多葛派和普罗提诺派）

### 天主教哲学
- 教父（包括犹太哲学、伊斯兰哲学（他自始至终称其为穆罕默德，以他那个时代的时尚）、圣安布罗斯、圣杰罗姆、圣奥古斯丁、圣本尼迪克特和教皇格里高利大帝的发展）
- 学院派（包括苏格兰约翰和圣托马斯阿奎那）

### 现代哲学
- 从文艺复兴到休谟（包括马基雅维利、伊拉斯谟、莫尔、培根、霍布斯、笛卡尔、斯宾诺莎、莱布尼茨、洛克、伯克利和休谟）
- 从卢梭到现代（包括卢梭、康德、黑格尔、拜伦、叔本华、尼采、功利主义者、马克思、柏格森、威廉·詹姆斯和约翰·杜威）
- 本节的最后一章《逻辑分析哲学》关注罗素自己当时的哲学观点。[1]

## 罗素本人的评论
我把《西方哲学史》前面的部分看作文化的历史，但后面的部分，当科学重要起来后，就很难这样写。我尽力而为，但写的如何，我完全没有把握。评论家有时指责我写的并非真实的历史而是关于随我意挑选的事件的带偏见的讲述。但在我看来，即使有人可以不带偏见的写历史，写出的也必定是乏味的历史。—— 伯特兰·罗素，《自传》，第十三章

## 中譯本
- . 何兆武、李約瑟／譯，高宣揚／導讀，葉新雲／審定、作序. 台北: 左岸. 2005年1月. ISBN 986-7854-74-8.
- . 馬元德／譯，葉新雲／審定. 台北: 左岸. 2005年1月. ISBN 986-7854-83-7.